# Kunín
Kunín (niem. Kunewald)– gmina w Czechach, w powiecie Nowy Jiczyn, w kraju morawsko-śląskim, nad rzeką Jičínką, prawym dopływem Odry, na północ od Nowego Jiczyna. Według danych z dnia 1 stycznia 2012 liczyła 1891 mieszkańców.
Miejscowość została po raz pierwszy wzmiankowana w 1382 roku.
Według austriackiego spisu ludności z 1900 roku Kunín miał 2116 mieszkańców, z czego zdecydowana większość była niemieckojęzycznymi (2082) katolikami (1973), obecna również była społeczność ewangelików (130).
Na terenie miejscowości znajduje się pałac z XVIII wieku projektu austriackiego architekta Jana Łukasza von Hildebrand.
W miejscowości jest przystanek kolejowy Kunín.